# Tatsuya Hasegawa
Tatsuya Hasegawa (長谷川 竜也 Hasegawa Tatsuya?, Numazu, Shizuoka, 7 de marzo de 1994) es un futbolista japonés que juega como centrocampista en el Hokkaido Consadole Sapporo de la J2 League.

## Trayectoria

### Clubes
| Club                       | País  | Año       |
| -------------------------- | ----- | --------- |
| Kawasaki Frontale          | Japón | 2016-2021 |
| Yokohama FC                | Japón | 2022-2023 |
| Tokyo Verdy (cedido)       | Japón | 2023      |
| Hokkaido Consadole Sapporo | Japón | 2024-     |

## Palmarés

### Títulos nacionales
| Título             | Club              | País  | Año  |
| ------------------ | ----------------- | ----- | ---- |
| J1 League          | Kawasaki Frontale | Japón | 2017 |
| J1 League          | Kawasaki Frontale | Japón | 2018 |
| Supercopa de Japón | Kawasaki Frontale | Japón | 2019 |
| Copa J. League     | Kawasaki Frontale | Japón | 2019 |
| J1 League          | Kawasaki Frontale | Japón | 2020 |
| Copa del Emperador | Kawasaki Frontale | Japón | 2020 |
| Supercopa de Japón | Kawasaki Frontale | Japón | 2021 |
| J1 League          | Kawasaki Frontale | Japón | 2021 |